# Peter Gillo

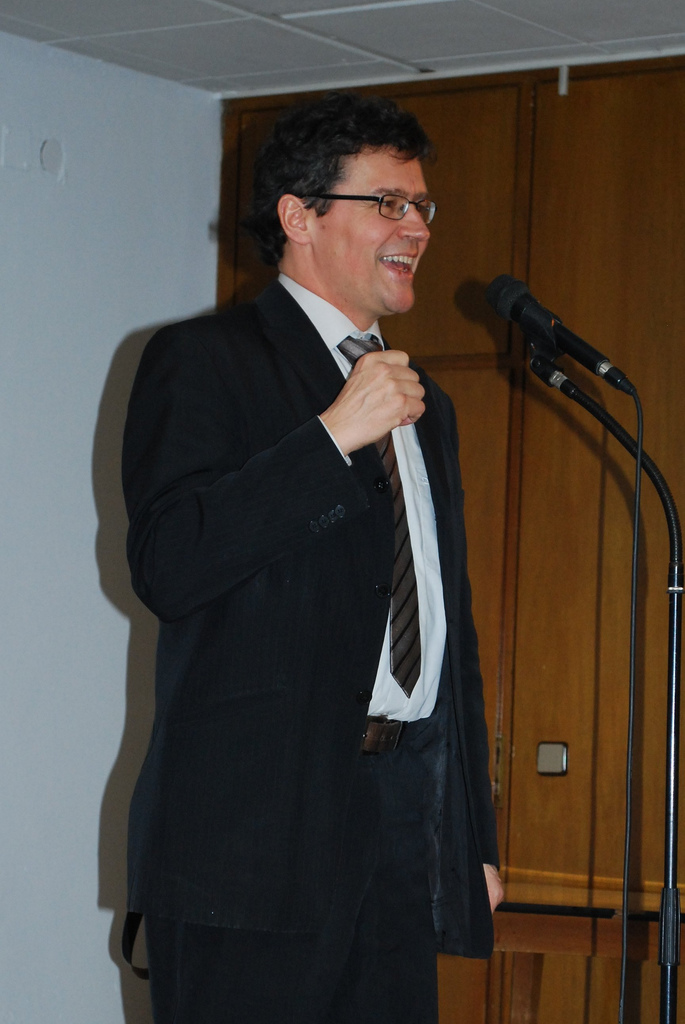
Gillo bei einer Veranstaltung 2009

Peter Gillo (* 28. Juni 1957 in Saarlouis) ist ein deutscher Politiker (SPD). Er war von 2009 bis zum 31. Dezember 2024 Direktor des Regionalverbands Saarbrücken und ist 1. Vorsitzender des Kreisverbandes Saarbrücken des Deutschen Roten Kreuzes. Zuvor war er von 1990 bis 2009 Mitglied des Landtags des Saarlandes.

## Ausbildung und Beruf
Gillo besuchte zunächst die Volksschule in Berus und wurde 1969 in das Gymnasium am Stadtgarten in Saarlouis eingeschult. 1975 wechselte er an die Fachoberschule für Sozialwesen in Saarlouis. Seinen anschließenden Zivildienst leistete er bei der Pädagogisch-Sozialen Aktionsgemeinschaft in Saarbrücken. Ein Studium an der Universität-Gesamthochschule Siegen schloss er 1983 als Diplom-Sozialarbeiter ab.
Von 2005 bis 2009 absolvierte er an der Universität Koblenz-Landau berufsbegleitend den Studiengang „Energiemanagement“, den er als „Master of Science“ abschloss.
In den Jahren 1984 bis 1988 war Gillo bei der Therapeutischen Schülerhilfe und der Schulsozialarbeit in Saarbrücken tätig. Von 1988 bis 1990 arbeitete er für das Projekt Neue Arbeit Saar.

## Politik
Der SPD trat Gillo im Jahr 1974 bei. Dem Landtag des Saarlandes gehörte er seit der zehnten Legislaturperiode (1990) an. Dort war er von 2004 bis 2009 – wie auch bereits in den Jahren 1998 bis 2002 – Vorsitzender des Ausschusses für Umwelt. Weiterhin gehörte er bis 2009 dem Ausschuss für Bildung, Kultur und Wissenschaft an. Von 2002 bis 2004 war er außerdem stellvertretender Vorsitzender seiner Fraktion.
Peter Gillo ist seit 1979 Mitglied der ÖTV (ver.di). Daneben ist er u. a. Mitglied des BUND und des ADFC. Er ist zudem Mitglied der Arbeiterwohlfahrt und Ehrensenator bei den Karnevalsvereinen „Daarler Dabbese“, „Mir sin do“ und „Molschder Narrekäpp“ sowie Fürst der Karnevalsgesellschaft „Die Nassauer“.
Bei der saarländischen Kommunalwahl 2009 kandidierte Peter Gillo für das Amt des Regionalverbandsdirektors des Regionalverbandes Saarbrücken. Im ersten Wahlgang erreichte kein Kandidat die notwendige absolute Mehrheit der Stimmen. Deshalb kam es am 21. Juni 2009 zur Stichwahl zwischen dem zuvor Erstplatzierten Gillo sowie Umweltstaatssekretär Rainer Grün (CDU). Gillo konnte 60,2 % der abgegebenen Stimmen auf sich vereinen und wurde damit der erste gewählte Regionalverbandsdirektor.
Nach der erfolgreichen Wahl schied Gillo am 14. August 2009 aus dem Saarländischen Landtag aus.
Bei der saarländischen Kommunalwahl 2024 tritt Gillo aus Altersgründen nicht mehr als Kandidat für das Amt des Regionalverbandsdirektors an.

## Persönliches
Gillo ist römisch-katholisch, verheiratet und hat zwei Kinder.

## Belege
1. ↑  Peter Gillo: Zum Anlass meiner Nominierung. 16. Januar 2009, archiviert vom Original am 15. November 2009; abgerufen am 12. Juli 2013.
2. ↑  Barbara Barth: Das Wahljahr 2009 im Saarland. In: statistischebibliothek.de. Abgerufen am 22. Mai 2024 (S. 38).
3. ↑  Klasen tritt für Linke zu Wahl des Regionalverbandsdirektors an. In: sr.de. 8. April 2024, abgerufen am 22. Mai 2024.

| Personendaten    | Personendaten                  |
| ---------------- | ------------------------------ |
| NAME             | Gillo, Peter                   |
| KURZBESCHREIBUNG | deutscher Politiker (SPD), MdL |
| GEBURTSDATUM     | 28. Juni 1957                  |
| GEBURTSORT       | Saarlouis                      |